# ORP Gdynia (1965)
ORP Gdynia – okręt polskiej Marynarki Wojennej, kuter rakietowy radzieckiego projektu 205 (według nomenklatury NATO: typ Osa I). Był trzecim okrętem noszącym imię ORP „Gdynia”. W 1989 roku przebudowany na okręt patrolowy, służył do 1995 jako patrolowiec Straży Granicznej SG-301.

## Historia
Został zbudowany w Stoczni Rzecznej w Rybińsku na terenie byłego Związku Socjalistycznych Republik Radzieckich. Był trzecim z trzynastu okrętów tego typu w Polsce. Do służby w 3 dywizjonie kutrów torpedowych 3 Brygady Kutrów Torpedowych w Gdyni wszedł 7 września 1965 roku. Od 1971 roku znajdował się w składzie 2 dywizjonu Kutrów Rakietowo-Torpedowych 3 Flotylli Okrętów w Gdyni. Został skreślony z listy floty 15 listopada 1989 roku. Miał numer burtowy 423, a imię nosił od miasta Gdyni. W związku z planowanym wycofaniem okrętu, zdecydowano zaadaptować okręt do roli okrętu patrolowego Wojsk Ochrony Pogranicza, jako pierwszy z trzech okrętów tego typu. W połowie 1989 roku został przebudowany w Stoczni Marynarki Wojennej w Gdyni i pozbawiony dotychczasowego uzbrojenia – hangarów wyrzutni rakietowych, wyrzutni pocisków przeciwlotniczych Strzała i obu działek AK-230 mm, które zastąpiono podwójną 25-milimetrową uniwersalną armatą morską 2M-3M. Razem z uzbrojeniem usunięto radary MR-104 i Rangout, natomiast dodano drugi radar nawigacyjny. 15 listopada 1989 roku, zachowując nazwę ORP „Gdynia”, został przeklasyfikowany na okręt patrolowy o oznaczeniu OP-301 i numerze burtowym „301” oraz przydzielony do Morskiej Brygady Okrętów Pogranicza. W czerwcu 1991 roku przekazano go do Morskiego Oddziału Straży Granicznej (MOSG). Oznakowany SG-301, pod nazwą „Gdynia” służył do 1 marca 1995 roku początkowo w Pomorskim Dywizjonie MOSG w Świnoujściu, a następnie w Kaszubskim Dywizjonie MOSG w Gdańsku. Wycofany został 22 czerwca 1995 roku, po czym złomowany.
Dowódcy okrętu:
- kpt. mar. Romuald Waga (1965–1967[potrzebny przypis]), późniejszy dowódca Marynarki Wojennej
- kpt. mar. Jan Dziżyński
- kpt. mar. Henryk Grunert
- por. mar. Ryszard Łukasik (1972-1978[potrzebny przypis]), późniejszy dowódca Marynarki Wojennej
- por. mar. Maciej Drogosiewicz
- por. mar. Zenon Jakubowski
- por. mar. Szczepan Halarewicz (–1986[potrzebny przypis])
- por. mar. Jacek Choczyński (1986–1989[potrzebny przypis])
- kmdr ppor. Andrzej Chociej (1992–1995)[potrzebny przypis]

## Dane taktyczno-techniczne
- Wyporność standardowa: 171 t
- Długość: 38,5 m
- Szerokość: 7,6 m
- Prędkość maksymalna: 40 w
- Zasięg: 800 Mm
- Autonomiczność: 5 dób
- Załoga: 30 osób

## Uzbrojenie
- 4x1 wyrzutnie przeciwokrętowych kierowanych pocisków rakietowych P-15 Termit (według nomenklatury NATO: SS-N-2A Styx)
- 1x4 wyrzutnia przeciwlotniczych kierowanych pocisków rakietowych Strzała-2M (według nomenklatury NATO: SA-N-5 Grail)
- 2x2 armaty morskie kalibru 30 mm AK-230

## Okręt w kulturze
W dniu 13 marca 2013 roku Narodowy Bank Polski wprowadził do obiegu monetę z serii „Polskie Okręty”, upamiętniając kuter rakietowy „Gdynia,” o nominale 2 zł wykonaną stemplem zwykłym ze stopu Nordic Gold.